# Aglaia bourdillonii
Aglaia bourdillonii là một loài thực vật thuộc họ Meliaceae. Đây là loài đặc hữu của Ấn Độ.